# Franz Joachim Behnisch

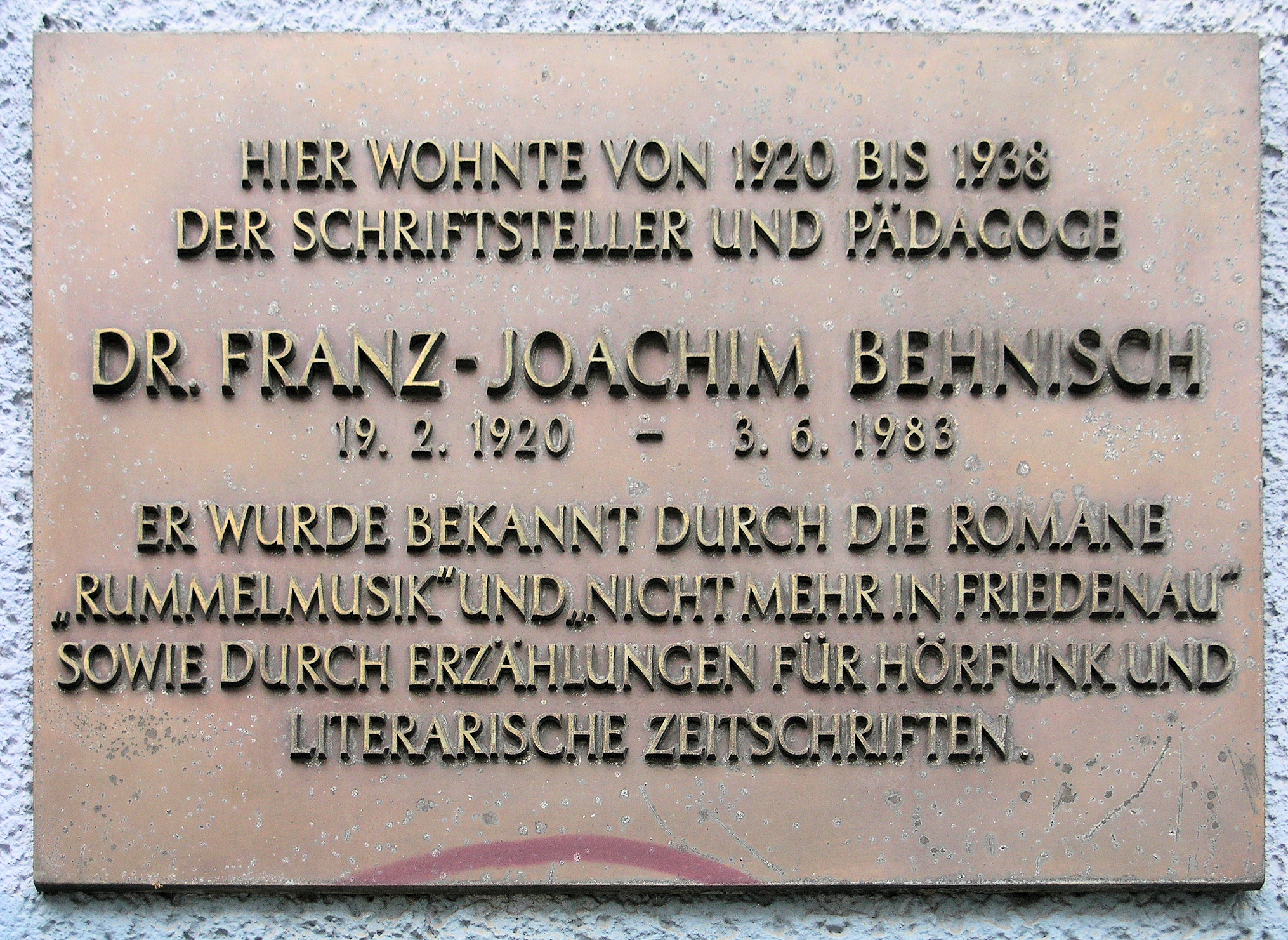
Gedenktafel am Haus Katzlerstraße 11, in Berlin-Schöneberg

Franz Joachim Behnisch (* 19. Februar 1920 in Berlin; † 3. Juni 1983 in Erlangen) war ein deutscher Schriftsteller.
Franz Joachim Behnisch wuchs in Berlin-Schöneberg auf. 1938 legte er sein Abitur ab und wurde zum
Arbeitsdienst eingezogen, den er in Schlesien und in der Saarpfalz ableistete. Von 1938 bis 1939 besuchte er die Hochschule für Lehrerbildung in Frankfurt (Oder). Danach begann er ein Studium der Germanistik, Geschichte und Biologie an der Universität Berlin. Ab 1940 nahm er als Infanterist am Zweiten Weltkrieg teil. 1945 geriet er in sowjetische Gefangenschaft, die er in einem Lager im Norden Russlands verbrachte und aus der er 1948 entlassen wurde. Ab 1950 setzte er sein Studium an der Universität München fort; 1951 legte er dort sein Staatsexamen ab. Von 1952 bis 1979 war er Lehrer für Deutsch und Geschichte an der Oberrealschule (später Kepler-Gymnasium) in Weiden/Oberpfalz. 1962 promovierte er an der Universität Würzburg mit einer volkskundlichen Arbeit zum Doktor der Philosophie.
Franz Joachim Behnisch war ein Außenseiter des deutschen Literaturbetriebs, der von seiner Berliner Kindheit und Jugend und seiner Neigung zum Theaterspielen geprägt war. Er verfasste Romane, Grotesken und Gedichte, die zu Lebzeiten des Autors nur zu einem kleinen Teil veröffentlicht wurden und trotz zahlreicher positiver Kritiken wenig Leser fanden. Um sein Werk kümmerte sich posthum Ehrentraud Dimpfl, Weiden.

## Werke
- Assisi, Heidelberg 1954
- Die Tracht Nürnbergs und seines Umlandes vom 16. bis zur Mitte des 19. Jahrhunderts, Nürnberg 1963 ISBN 978-3-889290-02-1
- Rummelmusik, München 1966
- Nicht mehr in Friedenau. Eine Vater-Sohn-Beschwörung, Freiburg 1982 ISBN 978-3-600300-91-6
- Libussa und andere raffinierte Geschichten, Berlin 1993 ISBN 3-92181-057-4
- Eislauf, Berlin 1995 ISBN 3-92181-044-2
- Der Kaiser am Dach, Köln 1998
- Lektion in Abschied, Köln 1999
- Das Taschenweltchen, Köln 2000
- Streich ab, Tscheremetjew, süßer Vogel, 2001
- Pristan Traverse, Köln 2002
- Es klopft, Barin, 2003
- Alte Sommerfrische Agnetendorf, 2004
- Blumenkorso oder das Jahr 37, Aachen 2004. ISBN 3-89086-669-7
- Mein allerliebstes Tretmobil, 2005
- Soviel Eis, soviel Flamme, 2006
- Im Gleisdreieck, Aachen 2006. ISBN 3-89086-604-2
- Raumflüge Zeitflüge, Aachen 2007. ISBN 978-3-89086-546-1
- Medaillon, 2008
- Reisende mit Traglasten, 2011
- Grabwespen in: Akzente, Heft 4/1962
- Grüße aus einer kleinen bundesdeutschen Stadt, grenznah in schöner Umgebung in: Akzente, Heft 2/1974
- Boutique Poggenpuhl in: Akzente, Heft 6/1976